# Casseurs de pub
Pour les articles homonymes, voir Casseur.
Casseurs de pub est une association à but non lucratif française dont l'objet est la critique de la publicité et du consumérisme. Elle fait la promotion de la décroissance durable et relaye ou organise divers évènements de sensibilisation tels que la journée sans achat ou la semaine sans télé.
L'association publie une revue éponyme qui consiste en un dossier annuel joint au journal mensuel La Décroissance. Cohérente avec son propos antipub, Casseurs de pub ne comporte pas de publicité, préservant ainsi sa liberté et son indépendance.

## Une association et une revue
Directement inspirée de l'organisation canadienne Adbusters, Casseurs de pub est fondée en 1999 à Lyon par Vincent Cheynet et Bruno Clémentin,,.
L'association mène contre la publicité un « combat non-violent fondé sur l’argumentation ». Son objectif est l'arrêt, a minima la réduction, de la publicité.
Pour Casseurs de pub, la publicité est une doctrine violente comparable à un régime totalitaire dans le sens où elle présente à tous un modèle conforme, un conditionnement annihilant la possibilité de s'affirmer en tant que personne et citoyen,.
L'association estime également que la publicité, en créant des désirs sans limites, infantilise les individus et engendre la société de consommation.
Casseurs de pub est aussi le nom donné à la revue de l'association. Depuis 2005, elle est intégrée une fois par an dans le journal La Décroissance.
François Brune y écrit des articles et Yvan Gradis, qui participe au lancement de l'association, est correcteur de la revue.
Casseurs de pub est illustrée, entre autres, par les dessinateurs Lefred-Thouron, Colcanopa, Piccolo, Pierre Druilhe, Andy Singer, Raoul Anvélaut (Vincent Cheynet), Ward Sutton.

## Campagnes
Durant les années 2000 et afin de faire connaitre leurs causes, les Casseurs De Pub relayent les campagnes de sensibilisation de Adbusters, souvent en collaboration avec d'autres collectifs tels que Résistance à l'agression publicitaire (RAP) ou Paysages de France. Ils organisent aussi des manifestations cohérentes avec leurs valeurs.

### Journée sans achat
Jugeant que « la société de consommation est aveugle » et en reprenant les thèmes de la décroissance, à savoir « qu'il n’y a pas de croissance et de développement économique infinis possibles sur une planète dont les ressources sont limitées », Casseurs de pub participe activement à la journée sans achat qui est une manifestation internationale. Incitant à ne rien acheter cette journée-là, l'association met à disposition des affiches, un court-métrage et le dialogue d'une pièce de théâtre à télécharger. Plusieurs événements sont organisés à cette occasion dans de nombreuses villes en France,,.

### Semaine sans télé
La semaine sans télé est initié par Adbusters au Canada et en 1997 reprise en France par Jean-Pierre Berthaud ; plus tard soutenu par Résistance à l'agression publicitaire (RAP) et Casseurs de pub. La démarche de la semaine contre la télévision vise à changer le point de vue des citoyens sur cet objet qui « conduit à des effets d'assujettissement comparables à ceux de drogues dures » et « par rapport aux autres médias, laisse le spectateur totalement passif ». La télévision est aussi la cible de Casseurs de pub car elle est le principal vecteur de la publicité. En effet, au début des années 2000, chaque Français la regarde en moyenne 3 h 20 par jour. Durant cette semaine sans télé, les associations organisent des animations et des spectacles de rue dans plusieurs villes,.

### Rentrée sans marques
Casseur de pub se mobilise pour une rentrée scolaire sans marque dont l'objectif est de limiter l'utilisation des logos et la surconsommation dans les écoles en invitant les familles à ne pas acheter de fournitures griffées,.
L'association lutte également contre les pratiques des industriels qui élaborent à l'intention des élèves, des mallettes pédagogiques et des kits gratuits contenant des publicités pour leurs produits. Ainsi, Casseurs de pub, avec d'autres collectifs, demandent l'abrogation du « code de bonne conduite des interventions des entreprises en milieu scolaire » ; un code qui est dénoncé comme étant une brèche dans la protection des élèves en France face aux démarches commerciales au sein même du système éducatif public,,.

### Formule 1
Entre 2001 et 2007, Casseurs de pub organise avec Albert Jacquard des manifestations annuelles afin de réclamer la suppression du Grand Prix de France de Formule 1. Pour les militants, cette course automobile est un « record de pollutions inutiles et de gaspillage ». La revendication prend plusieurs formes : en 2001, 10 000 cartes-pétitions sont envoyés notamment au président Jacques Chirac et au Premier ministre Lionel Jospin. En 2002, ils organisent le procès fictif de Michael Schumacher accusé de « crime contre l'humanité » et lui offre une voiture à pédale lors du Grand Prix de Magny-cours. Chaque année, une marche militante a lieu jusqu'au circuit de Nevers Magny-Cours, celle de 2005 étant effectuée avec des ânes, représentant la lenteur. Outre Albert Jacquard, plusieurs personnalités prennent part aux manifestations : José Bové, Jacques Testart, Serge Latouche ou encore Paul Ariès,.
En 2004, Casseurs de pub perturbe une démonstration de Formule 1, organisée au centre-ville de Lyon sur un parcours de plus d'un kilomètre par le constructeur automobile Renault. L'association entend dénoncer cet évènement qui se déroule alors que la ville inaugure « le mois des déplacements doux » avec une zone 30 en centre-ville.

## Comité éditorial de la revue
- Éditeur : Association casseurs de pub
- Directeur de la publication : Vincent Cheynet
- Administrateur : Bruno Clémentin
- Correctrice : Anne Garcin-Marrou